# M2 (Belarus)
Die M 2 ist eine Fernstraße in Belarus. Sie führt von Minsk in nordöstlicher Richtung zum Nationalen Flughafen Minsk. Ein großer Teil der Strecke gehörte zur M 1, bevor diese vor die Stadtgrenze verlegt wurde.

## Verlauf
| 0 km  | Minsk (Zentrum)                                                                                      |
| 10 km | Querung der M 9 (Minsker Autobahnring)                                                               |
|       | Karaljou Stan                                                                                        |
| 27 km | Slabada, Abzweig der R 80 Richtung Astraschyzki Haradok und der R 53 nach Baryssau und Smaljawitschy |
| 37    | Querung der M 1 bei Smolniza                                                                         |
| 44 km | Flughafen Minsk-2                                                                                    |